# ジャッジ!
『ジャッジ!』は、2014年1月11日公開の日本映画。国際広告祭でのCM審査の裏側をコミカルに描いたコメディ映画。松竹配給。

## 概要
映画のキャッチコピーは「恋と仕事。人生最大の審査（ジャッジ）!」。
企画自体は約5年前から進行し、2013年7月に、制作と主演の妻夫木聡と北川景子の出演が報道された。
同年8月8日にクランクインし、9月7日にクランクアップした（当初予定は9月中旬）。二人以外のキャストは9月11日・30日に発表された。
監督は、サントリーBOSS「ゼロの頂点」、ダイハツ工業「日本のどこかで」、サントリー「グリーンDAKARA」などを演出してきたCluB_Aの現役CMディレクター・永井聡（1970年生）。2005年のオムニバス映画『いぬのえいが』に次ぐ監督作品で、本作が長編映画デビュー。脚本の澤本と約10年の親交があり、依頼を受けた。
脚本は、ソフトバンクモバイル「ホワイト家族」シリーズなどを手がけた、電通CDCの現役CMプランナー/クリエーティブディレクター・澤本嘉光（1966年生）。1990年代から国内外の広告祭で審査員を多数務めてきた。澤本は、主演の妻夫木聡がこれまで出演してきたトヨタ自動車「ドラえもん」シリーズや東京ガス「ガス・パッ・チョ!」のCMも手がけた。映画は2008年の『犬と私の10の約束』（共作で原作と脚本）以来。
本作では、松竹配給映画で恒例となっているオープニングロゴが使用されていない。台湾と香港でのタイトルはそれぞれ『菜鳥評審員』と『廣告祭！唔制！』。

## あらすじ
大手広告代理店「現通」社員の、情熱はあるが落ちこぼれな若手CMプランナー太田喜一郎（妻夫木聡）が主人公。アルファベット表記では名前が同じになることを理由に、上司の大滝一郎（豊川悦司）から、世界一のテレビCMを決める最大の広告祭「サンタモニカ国際広告祭」の審査員の仕事を押し付けられる。
大滝からの情報で、出発前に窓際社員の鏡さん（リリー・フランキー）の元で各国代表と渡り合うための特訓を受けることにし、さらに広告祭には女性同伴で赴くのが賢明と気付く。苗字の読みが同じの同僚・大田ひかり（北川景子）に夫婦という設定での同行を懇願し、二人で現地に渡ったものの、自社が出品した「ちくわ堂」のCMを入賞させなければ、太田は会社をクビになってしまうという事実を知る。

## キャスト

### 広告代理店「現通」の社員
太田 喜一郎（おおた きいちろう）
演 - 妻夫木聡
本作の主人公で、現通の落ちこぼれプランナー。上司の大滝の命令で、替え玉として国際広告祭の審査員をすることになる。青森県出身。
大田 ひかり（おおた ひかり）
演 - 北川景子
太田の同僚。通称「できるほうのオオタ」。太田の計らいで国際広告祭の同伴者として太田の妻の役を引き受けることになる。ギャンブル全般に興味を持っている。
大滝 一郎（おおたき いちろう）
演 - 豊川悦司
現通社員。国際広告祭の審査員に任命されるほどのトップクリエイターで、太田の上司。彼のアルファベットの読みが同じと言う些細な理由で太田に審査員の仕事を押し付ける。
鏡さん（かがみ）
演 - リリー・フランキー
現通の資料保管室に勤める窓際社員。太田にペン回しや英会話の指導をした。
原田（はらだ）
演 - 玄里
現通社員で、大滝の秘書。
伊沢（いざわ）
演 - 田中要次
現通社員で、営業部長。
太田の先輩
演 - 加瀬亮
現通社員。
経理の松本さん
演 - 松本伊代
現通社員。
同期
演 - 和田聰宏
太田の同期社員。
同期
演 - 笠原秀幸
太田の同期社員。
現通社長
演 - 風間杜夫
現通の社長。

### 太田以外の審査員
ジャック・クルーガー（ アメリカ）
演 - ジェームズ・バーンズ
「サンタモニカ国際広告祭」の審査委員長。
ギル・ヒューズ（ アメリカ）
演 - ジョン・オーエンズ
「サンタモニカ国際広告祭」の副審査委員長。
木沢 はるか（きざわ はるか・ 日本）
演 - 鈴木京香
現通のライバル企業の広告代理店「白風堂」の女性トップクリエイター。自身が手掛けたトヨタのCMを広告祭に出品した。太田同様、青森出身。
カルロス（ ブラジル）
演 - 荒川良々
ブラジル人の審査員。カタコトだが日本語が話せる。
ソムサック・マンシリ（ タイ）
演 - ブンシリ
タイ人の審査員。オネエ口調。
ノーマン・エルス（ 南アフリカ）
演 - スチュアート・オー
南アフリカ人の審査員。スキンヘッドが特徴だが、ソムサック同様オネエ口調。
アラン・トリアー（ デンマーク）
演 - ポール・トリプコニー
審査の場ではほとんど居眠りしている。
ピーター・ベル（ カナダ）
演 - クライブ・デイビス
オタク文化に興味を持っている。
アレックス・モイラン（ オーストラリア）
演 - チャド・マレーン
サラ・エリクセン（ ノルウェー）
演 - エマ・ハワード
ディラン・ルーカス（ アメリカ）
演 - ライアン・ドリース
トーマス・ランパード（ イギリス）
演 - マイケル・ボールズ
カミラ・オルセン（ スウェーデン）
演 - カミラ

### その他の配役
竜也（ひかりの男友達）
演 - 玉山鉄二
ちくわ堂社長
演 - でんでん
ちくわ堂社長の息子
演 - 浜野謙太
蒼山（太田の友人）
演 - 新井浩文
麻里子（太田の元カノ）
演 - 伊藤歩
CMディレクター
演 - 木村祐一
エースコックの宣伝室長
演 - あがた森魚
カラオケ店の店長
演 - 志賀廣太郎
岡本（カラオケ店の店員）
演 - 柄本時生
謎の老人
演 - 福本清三
居酒屋のおっちゃん タメナガ
演 - 竹中直人

## スタッフ等

### スタッフ
- 監督 - 永井聡
- 脚本 - 澤本嘉光
- 製作 - 秋元一孝（松竹）、石原隆（フジテレビ）、堀義貴（ホリプロ）、小佐野保（geek sight）[20]
- エグゼクティブ・プロデューサー - 武田功、小川泰
- プロデューサー - 吉田繁暁、松崎薫
- 制作プロデューサー[20] - 金谷橋忍（二番工房）、石塚正悟・橋本竜太（geeksight）
- 撮影監督 - 野田直樹
- 美術 - 相馬直樹
- 録音 - 原田亮太郎
- 照明 - 前川賀世子
- 編集 - 森下博昭
- 音楽 - 平沢敦士
- サウンドデザイン - 浅梨なおこ
- キャスティング・ディレクター - 元川益暢
- 制作担当 - 齋藤大輔
- 助監督 - 吉村昌晃
- 制作プロダクション - 二番工房
- 制作協力 - 松竹撮影所、geek sight[21][11][22]
- 製作 - 「ジャッジ!」製作委員会（松竹、フジテレビ、ホリプロ、geek sight）
- 配給 - 松竹

### その他
- 主題歌 - サカナクション 「アイデンティティ」
- エンディング曲 - サカナクション 「ユリイカ」
- 挿入曲
  - ザ・フォーク・クルセダーズ 「帰って来たヨッパライ」
  - 「荒城の月」
- 劇中CM制作 - 「エースコック」「ちくわ堂」
  - ディレクター - 久富昌信（二番工房）
- 劇中CM協力 - トヨタ自動車 「HUMANITY」[23]
  - プランナー - 中谷佳保里
  - 制作会社 - 博報堂プロダクツ／Stink
  - 制作代理店 - 博報堂
  - 出演者 - 丸山智己 ほか
- 特別協力 - airwave、エースコック、鈴廣かまぼこ、TOYOTA、TOKYO GAS、読売新聞社、ANA、SUNRISE、タツノコプロ、KADOKAWA

## 封切り
全国253スクリーンで公開され、2014年1月11、12日の初日2日間で興収9369万6300円、動員7万2526人になり、映画観客動員ランキング（興行通信社調べ）で初登場第6位となった。

## 特記事項
劇中の「ペン回し指導」は、ペン回しパフォーマー・Kayらが携わった。
脚本の澤本嘉光は広告祭について、「実際には、大半は純粋に作品の善しあしを審査しています。ごく一部の部分にフォーカスを当てて描きました」と語っている。
監督の永井聡が掲げた本作のテーマは「好きだったことをもう一度再認識しよう」。カット数や編集において、CMのスピード感を意識したという。「ちくわ」にしたのは、外国人が全く知らないモノという観点からという。主人公の太田がバーテンダーに注文した「タルカロス」は、『スペースコブラ』の主人公の好物の酒で、実在はしない。アニメ好きである監督が入れたという。

### プロモーション
「ちくわマン」「ちくわ子ちゃん」のキャラクターグッズが発売された。
映画のティザービジュアルのポスターとチラシが、3種類（秋山具義、えぐちりか、佐野研二郎によるデザイン）が発表され、映画館の支配人ごとに各劇場で設置する1種類をジャッジ!（審査）して選ぶという、キャンペーンを展開した（映画業界初の試みという）。公式サイトで10月31日まで実施された3種類の人気投票では、えぐちりかの作品が2722票/6621票で1番人気となった。それとは別に、2013年11月に発表された、全主要キャストが映ったデザインの本ポスター・本チラシも存在する。
第2弾として、有楽町ビックカメラ「ビックマルチビジョン」（読売新聞社提供枠）で放映されるCM映像（15秒）をジャッジ!（審査）してもらうというキャンペーンを展開した（これも映画業界初の試みという）。A「ラブコメ篇」が221票/562票で1番人気となり、1月5日（日）から実際に放映された（あとの2つはB「コメディ篇」とC「グランプリ篇」）。

### 劇中CM
舞台となる「サンタモニカ国際広告祭」は架空のものだが、トヨタ自動車やエースコック（その他に丸井も）などの社名が幾つか、劇中に実名で出てくる。
劇中に登場する「白風堂」によるトヨタ自動車のCMは、かつて博報堂プロダクツによって実際に制作・リリースされ、2006年の「第53回カンヌ国際広告祭」フィルム部門銀賞など、複数の広告祭で賞を獲得した企業広告である。
一方、エースコックの劇中のCMは、映画オリジナルのものである。同社からは、映画公開直前の2014年1月6日に、本作とのタイアップ商品として「飲み干す一杯 きつねうどん」が発売された。
なお、「ちくわ堂」は架空の企業だが、鈴廣かまぼこが特別協力で「ちくわ堂のちくわ」を製造し、実際にも、映画の特別割引券付きで2月28日まで同社から期間限定販売された。
YouTubeでは、劇中で使用された架空のCMがフルサイズで配信されている。

## 関連商品・ソフト発売
2013年12月28日（映画公開前）に、本作のノベライズ本（幻冬舎文庫、澤本嘉光・著、ISBN 978-4344421370）が発行された。 
2014年1月1日から劇中BGM（サントラ）5曲（「ジャッジ!」愛のテーマ、オオタキイチロウ、ヒカリの話、メガホン、最終選考）が、配信限定で販売された。
2014年7月9日に、ブルーレイ（SHBR-244／豪華版SHBR-243の2種）とDVD（DB-774）が発売された。

## テレビ放送
| 回数 | テレビ局   | 番組名（放送枠名） | 放送日        | 放送時間      | 放送分数 | 視聴率 |  |
| ---- | ---------- | ------------------ | ------------- | ------------- | -------- | ------ |  |
| 1    | フジテレビ | 土曜プレミアム     | 2015年2月28日 | 21:00 - 23:10 | 130分    | 6.1%   |  |

- 視聴率はビデオリサーチ調べ、関東地区・世帯・リアルタイム。